# Denver City
Denver City é uma cidade  localizada no estado norte-americano do Texas, no Condado de Gaines e Condado de Yoakum.

## Demografia
Segundo o censo norte-americano de 2000, a sua população era de 3985 habitantes.
Em 2006, foi estimada uma população de 4005, um aumento de 20 (0.5%).

## Geografia
De acordo com o United States Census Bureau tem uma área de
6,5 km², dos quais 6,5 km² cobertos por terra e 0,0 km² cobertos por água. Denver City localiza-se a aproximadamente 1089 m acima do nível do mar.

## Localidades na vizinhança
O diagrama seguinte representa as localidades num raio de 40 km ao redor de Denver City.